# セレナード (ブラームス)
ヨハネス・ブラームスは管弦楽のためのセレナードを2曲作曲した。
- セレナード第1番ニ長調 作品11
- セレナード第2番イ長調 作品16

これらは1857年から1860年にかけて、ブラームスが20代の時の作品で、管弦楽を用いた作品としてはピアノ協奏曲第1番に次いで早い時期のものである。
当時ブラームスは、クララ・シューマンの力添えでデトモルトの領主リッペ侯レオポルト3世に招かれ、合唱や管弦楽の指揮、また侯の妹フリーデリケのピアノ教師などをしていた。こうした、領主に仕える音楽家という境遇からか、ハイドン風のセレナードが2曲書かれることになった。

## セレナード第1番ニ長調 作品11
最初のセレナードは1857年、デトモルトへ来て間もない時期に着手された。最初に書かれたのは、現行の第1・第3・第6楽章となる3つの楽章であったが、このときの編成は4つの弦楽器（ヴァイオリン、ヴィオラ、チェロ、コントラバス各1）、フルート、2本のクラリネット、ファゴット、ホルンという室内楽編成であった。翌1858年にこの編成で2つのスケルツォとメヌエットを追加して6楽章とした。この年から1859年にかけて、この版が私的な形で友人のオットー・グリムやヨーゼフ・ヨアヒムらによって、あるいはデトモルトのリッペ侯邸で演奏された。
ブラームスは1860年にデトモルトの職を辞してハンブルクへ移ったが、この時期にこの曲を管弦楽編成に編曲した。この版での初演は、ハノーファー国王ゲオルク5世の求めに応えて、同年3月3日にハノーファーの宮廷劇場においてヨアヒムの指揮で行われた。
出版は1860年に総譜と四手ピアノ用編曲版が、翌1861年にパート譜が、ともにブライトコプフ・ウント・ヘルテルから行われた。なお、管弦楽版の完成後に室内楽版の総譜とパート譜は破棄されている。
ホルヘ・ロッター（Jorge Rotter）やアラン・ブーステッド（Alan Boustead）が、それぞれオリジナルの九重奏版の復元楽譜を書いていて、それに基づく演奏も行われている。ホルヘ・ロッターのものは、ポケット版総譜も出版されている。

### 編成（管弦楽版）
フルート2、オーボエ2、クラリネット2、ファゴット2、ホルン4、トランペット2、ティンパニ、弦楽合奏

### 演奏時間
全曲で約50分（全ての繰り返しを含む）。繰り返しを省略すると約35分。

### 構成
上述のように6楽章からなる。
- 第1楽章　アレグロ・モルト　ニ長調　2分の2拍子　ソナタ形式
- 第2楽章　スケルツォ　アレグロ・ノン・トロッポ　ニ短調　4分の3拍子
- 第3楽章　アダージョ・ノン・トロッポ　変ロ長調　4分の2拍子　ソナタ形式
- 第4楽章　メヌエット第1と第2　ト長調とト短調　4分の3拍子 - 第2のメヌエットを挟んだ三部形式をなす。
- 第5楽章　スケルツォ　アレグロ　ニ長調　4分の3拍子　三部形式
- 第6楽章　ロンド　アレグロ　ニ長調　4分の2拍子 ロンドソナタ形式

## セレナード第2番イ長調 作品16
2作目の作曲の始まりは1857年とも1858年とも伝えられるが、1858年の秋には第3楽章がグリムの許に送られており、同年12月には第1楽章をクララ・シューマンに送って意見を求めている。1859年7月には一応の完成を見た。そして1860年1月にハノーファーで試演され、同年2月10日にハンブルクのフィルハーモニー協会の私的演奏会でブラームス自身の指揮によって公開初演が行われた。その後、同年7月にボンで若干の改訂が行われている。
出版は1860年にジムロックから行われた。

### 編成
ピッコロ、フルート2、オーボエ2、クラリネット2、ファゴット2、ホルン2、ヴァイオリンを欠く弦楽合奏（ヴィオラ、チェロ、コントラバス）
ブラームスは弦の人数について尋ねられた際、ヴィオラ8以上、チェロ6、コントラバス4と答えている。

### 演奏時間
約32分（すべての繰り返しをふくむ）。

### 構成
5つの楽章からなる。
- 第1楽章　アレグロ・モデラート　イ長調　2分の2拍子　ソナタ形式
- 第2楽章　スケルツォ　ヴィヴァーチェ　ハ長調　4分の3拍子　三部形式
- 第3楽章　アダージョ・ノン・トロッポ　イ短調　8分の12拍子　パッサカリア風三部形式
- 第4楽章　クアジ・メヌエット　ニ長調　4分の6拍子　三部形式
- 第5楽章　ロンド　アレグロ　イ長調　4分の3拍子　ソナタ風ロンド形式